# Marcela Steinbachová
Marcela Steinbachová (* 31. března 1975 Praha) je česká architektka.

## Biografie
Narodila se v Praze, kde vystudovala gymnázium. Po gymnáziu absolvovala bakalářské studium na Institutu základů vzdělanosti Univerzity Karlovy, ale protože ji začal chybět tvůrčí proces, rozhodovala se mezi fotografií a architekturou. Nakonec si zvolila věnování fotografii jen pro zábavu a architekturu studovala na Vysoké škole uměleckoprůmyslové a Akademii výtvarných umění u Emila Přikryla. Když byla ve třetím ročníku vysoké školy na stáži Sokrates ve Vídni, okouzlilo ji, že zde pro širokou veřejnost často probíhala řada akcí o architektuře. Proto po návratu v roce 2001 založila spolek Kruh, který měl být jednoroční projekt, ve kterém chtěli šířit architektonickou osvětu. Ale už první akce, což byla přednáška architekta Martina Rajniše, byla tak úspěšná, že další akce už byly ve větším sále a tak z původně jednoročního projektu se stala stálá aktivita. Kromě tematických přednášek pořádá spolek od roku 2010 také celorepublikový festival Den architektury. Mimo toho vede architektonický ateliér Skupina a od roku 2007 byla odbornou asistentkou na škole architektury AVU.
Dílo Marcely Steinbachové bylo nominované na Interiér roku 2005 a získala Ocenění Vitrablok za návrh ze sklobetonových tvárnic, Čestné uznání za expoziční stánek pro VŠUP na veletrhu FOR HABITAT, Hlávkova cena za nejlepší diplomní projekt na AVU, Českou cenu za architekturu – výjimečný počin 2016, Grand Prix architektů 2019 – Čestné uznání za interiér, s Bronislavem Stratilem obsadila 2. místo v soutěži na novou podobu Václavského náměstí a v roce 2016 se stala Architektem roku.

## Realizované projekty, výběr
Pracovala nebo spolupracovala na těchto projektech:
- 2004 – interiéry administrativní a výrobní budovy v Hodoníně
- 2005 – Komorní scéna Aréna
- 2006 – obnovení bytu ve „Skleňáku
- 2007 – Společnost Franze Kafky (společně se Stevenem Hollem)
- 2007 – rekonstrukce kina Světozor
- 2009 – úprava vstupních prostor Kina Aero
- 2009 – Dům ve Strašnicích
- 2011 – architektonické řešení stálé expozice historie dopravy NTM
- 2014 – Rodinný dům v Mohren
- 2016 – POKOJE – možnosti prostoru (interaktivní výstava o architektuře pro malé a velké)
- 2017 – Zahrada základní a mateřské školy v Kolodějích
- 2018 – architektonické řešení výstavy „Česká divadelní fotografie“
- 2018 – Kino Světozor - Třetí sál
- 2019 – obnova Školy architektury AVU